# Convento delle Suore di San Francesco
Il convento delle Suore di San Francesco si trova in via Vittorio Emanuele II a Firenze.
Anticamente fu Villa Ambron, fu chiamato poi Villa Carmela da un signore polacco e quindi divenne Collegio Domengè Rossi, dal cognome del pedagogista Giuseppe Domengè e da Vincenzo Rossi che ne fu il proprietario.
Il Collegio originariamente non aveva sede nella Villa Carmela, ma nell'edificio che ospita il Liceo Ginnasio Dante dal 1921.  Vincenzo Rossi nel 1894 istituì il Convitto  e ampliò il Collegio nel 1905 e nel 1916. Nel 1919 questo Convitto ebbe la sua sede nella Villa Carmela e divenne un lodevole modello per l'insegnamento.
In questo Collegio studiarono il principe Ras Nasibù, nipote del Negus Hailé Selassié, il regista Franco Zeffirelli, il ministro di Stato Rocco e suo fratello Brunetto Bucciarelli-Ducci, il quale fu Presidente della Camera dei deputati.
Dopo la morte del proprietario, il professor Rossi, il Collegio fu venduto nel 1945 alle suore francescane regolari di Ognissanti che, nel novembre di quell'anno, aprirono l'asilo e la scuola elementare, che fu parificata nel 1952.
L'edificio fu ampliato nel 1959 e, nel 1965, fu costruita una cappella.
Sul muro di cinta del convento, in via Vittorio Emanuele II, vi è un tabernacolo con il busto di sant'Antonino Pierozzi scolpito nel 1855 da Giovanni Duprè su richiesta dall'arcivescovo Minucci. Nello stesso luogo esisteva un tabernacolo più antico sempre dedicato a sant'Antonino.